# Црвенокука веверица
Црвенокука веверица (лат. Dremomys pyrrhomerus, енгл. Red-hipped squirrel) је сисар из реда глодара (Rodentia) и породице веверица (Sciuridae).

## Распрострањење
Ареал врсте је ограничен на једну државу. Кина је једино познато природно станиште врсте.

## Угроженост
Ова врста је наведена као последња брига, јер има широко распрострањење и честа је врста.